# Jomal-Osil
Jomal-Osil är en ort i Mexiko.   Den ligger i kommunen Zinacantán och delstaten Chiapas, i den sydöstra delen av landet, 700 km öster om huvudstaden Mexico City. Jomal-Osil ligger 2 349 meter över havet och antalet invånare är 221.
Terrängen runt Jomal-Osil är kuperad åt nordost, men åt sydväst är den bergig. Runt Jomal-Osil är det tätbefolkat, med 459 invånare per kvadratkilometer. Närmaste större samhälle är San Cristóbal de las Casas, 10,4 km öster om Jomal-Osil. Omgivningarna runt Jomal-Osil är en mosaik av jordbruksmark och naturlig växtlighet.